# Teplice nad Metují skály
Teplice nad Metují skály – przystanek kolejowy w miejscowości Teplice nad Metují, w kraju hradeckim, w Czechach. Znajduje się na wysokości 485 m n.p.m.
Jest zarządzany przez Správę železnic. Na przystanku nie ma możliwości zakupu biletów, a obsługa podróżnych odbywa się w pociągu.

## Linie kolejowe
- 047 Trutnov - Teplice nad Metují